# Irkutsky (huyện)
Huyện Irkutsky (tiếng Nga: ? райо́н) là một huyện hành chính tự quản (raion), của Tỉnh Irkutsk, Nga. Huyện có diện tích 8818 kilômét vuông, dân số thời điểm ngày 1 tháng 1 năm 2000 là 51500 người. Trung tâm của huyện đóng ở Irkutsk.